# Dorometra
Dorometra is een geslacht van haarsterren uit de familie Antedonidae.

## Soorten
- Dorometra aegyptica (A.H. Clark, 1911)
- Dorometra andromacha A.H. Clark, 1936
- Dorometra aphrodite (A.H. Clark, 1912)
- Dorometra briseis (A.H. Clark, 1907)
- Dorometra clymene A.H. Clark, 1918
- Dorometra mauritiana (A.H. Clark, 1911)
- Dorometra nana (Hartlaub, 1890)
- Dorometra parvicirra (Carpenter, 1888)
- Dorometra sesokonis Obuchi, Kogo & Fujita, 2009